# Kvarntjärnen (Hällefors socken, Västmanland, 664850-143537)
Kvarntjärnen är en sjö i Hällefors kommun i Västmanland och ingår i Göta älvs huvudavrinningsområde. Sjöns area är 0,042 kvadratkilometer och den är belägen 240 meter över havet.